# Carcharhinus macloti
Carcharhinus macloti – gatunek dużej drapieżnej ryby chrzęstoszkieletowej z rodziny żarłaczowatych (Carcharhinidae). Zamieszkuje zachodnie i północne wybrzeża Oceanu Indyjskiego oraz wody południowo-zachodniego Pacyfiku. Preferuje płytkie wody przybrzeżne wzdłuż szelfów kontynentalnych, gdzie schodzi na głębokość nie większą niż 170 metrów. Nie migruje sezonowo. Posiada wrzecionowaty korpus oraz silnie wydłużoną wąską głowę o ostro zakończonym pysku z małym U-kształtnym otworem gębowym. Charakterystyczną cechą jest duża różnica wielkości pomiędzy pierwszą i drugą płetwą grzbietową oraz proporcjonalnie duża płetwa ogonowa. Dorosłe osobniki osiągają maksymalnie 1,1 m długości.
Podobnie jak inne żarłaczowate, jest żyworodny. Kopulacja odbywa się za pomocną pterygopodium, narządu płciowego samca. Samica rodzi od 1 do 2 młodych (zwykle 2) co dwa lata. Ciąża trwa 12 miesięcy.  Głównym składnikiem diety C. macloti są małe ryby kostnoszkieletowe, czasami odżywiają się również głowonogami i skorupiakami. Rekin ten tworzy duże skupiska wraz z innymi gatunkami żarłaczy. Poławia się go na całym obszarze występowania, choć z uwagi na niewielkie rozmiary jego mięso oraz płetwy nie mają większego znaczenia ekonomicznego.  Międzynarodowa Unia Ochrony Przyrody uznała, że rekin ten z uwagi na powolne tempo reprodukcji i prawdopodobieństwo przełowienia jest gatunkiem bliskim zagrożenia (NT). Jedynie populacja australijska z uwagi na brak spadków liczebności otrzymała stopień najmniejszej troski (LC).

## Taksonomia

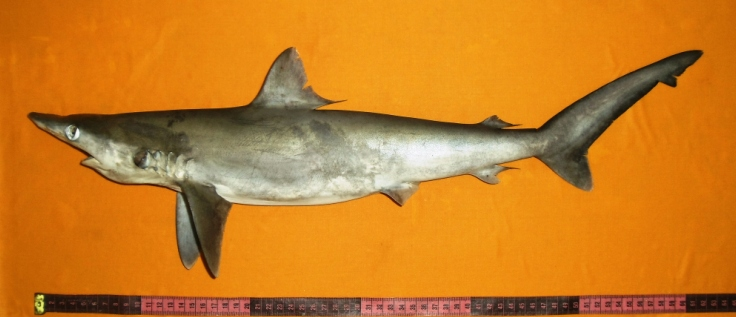
Podrostek C. macloti.

Rekin ten został opisany w 1839 roku przez dwóch niemieckich przyrodników Johannesa Petera Müllera i Friedricha Gustava Jakoba Henle w pracy pt. "Systematische Beschreibung der Plagiostomen" jako Carcharias (Hypoprion) macloti. Holotypem został wyłowiony u wybrzeży Nowej Gwinei dorosły samiec, pochodzący ze zbiorów Muzeum Historii Naturalnej w Lejdzie. Epitet gatunkowy honoruje Heinricha Christiana Macklota, niemieckiego zoologa, który zebrał sporą kolekcję zoologicznych i botanicznych okazów na terenie dawnych Holenderskich Indii Wschodnich, w tym także okaz typowy C. macloti. W 1862 roku amerykański ichtiolog Theodore Gill podniósł podrodzaj Hypoprion do rangi rodzaju, z C. macloti jako gatunkiem typowym. W 1985 roku Jack Garrick zsynonimizował Hypoprion z rodzajem Carcharhinus.

## Filogenetyka i ewolucja
W 1988 roku Leonard Compagno, opierając się na badaniach fenetycznych, umieścił C. macloti w grupie razem z C. borneensis, C. dussumeri, C. fitzroyensis, C. hemiodon, C. sorrah, C. porosus i C. sealei.  Analiza filogenetyczna na podstawie danych allozymowych, opublikowanych przez Gavina Naylora w 1992 roku, wykazała, że C. macloti tworzy pojedynczy klad w obrębie rodzaju Carcharhinus. Z badań molekularnych, na podstawie czterech loci mitochondrialnych (COI, NADH-2, CytB, 16S RNA) oraz jednego locus jądrowego (Rag-1) wynika, że C. macloti jest taksonem siostrzanym dla kladu, który tworzą C. dussumieri i C. sealei. Analiza mitochondrialnego locus NADH-2 przeprowadzona w 2012 roku u 13 osobników wykazuje, że C. macloti tworzy wspólny klad z C. borneensis oraz że wraz z C. porosus, są najbardziej bazalnymi przedstawicielami rodzaju Carcharhinus. Ponadto genetyczne różnice między populacjami zamieszkującymi północne wody Oceanu Indyjskiego, Indonezję oraz Australię mogą wskazywać na istnienie trzech odrębnych gatunków w obrębie C. macloti.
Skamieniałe zęby należące prawdopodobnie do tego gatunku znajdowano w wielu miejscach, w tym na obszarze formacji Pungo River i Yorktown w Stanach Zjednoczonych, w skałach formacji Pirabas w Brazylii, w indyjskim stanie Orisa oraz na terenie formacji Bhuban w Bangladeszu. Najstarsze z nich datuje się na dolny miocen (23-16 Ma).

## Budowa
Rekin ten posiada wrzecionowaty korpus oraz silnie wydłużoną wąską głowę o ostro zakończonym pysku z małym U-kształtnym otworem gębowym. W szczękach mieści się kilka rzędów małych zębów – pierwszy z nich ułożony jest pionowo, a każdy kolejny coraz bardziej pochylony ku tyłowi. W razie utraty któregoś z zębów na jego miejsce przesuwa się następny z kolejnego rzędu. Górne zęby są masywniejsze od dolnych, a ich trzon jest szerszy w stosunku do podstawy. Krawędzie są ostre i lekko ząbkowane. Na brzegach podstawy zęba mieszczą się ostre guzkowate wyrostki. Dolne zęby są węższe i mniejsze oraz posiadają gładkie boczne krawędzie. Zarówno górne jak i dolne zęby są nieco zakrzywione na boki (w kierunku spojenia szczęk). W górnej szczęce mieści się 29-32 zębów, a w dolnej od 26 do 29. Niewielkie nozdrza osadzone są po bokach spodniej strony pyska, posiadają małe trójkątne fałdy skórne. Stosunkowo duże, okrągłe oczy wyposażone są w fałdy półksiężycowate spojówek (ochraniające migotkę). Źrenice są zwężone i wydłużone wertykalnie. Rekin ten posiada pięć niedużych równych szczelin skrzelowych. Na spodzie pyska rekin posiada liczne elektroreceptory zwane ampułkami Lorenziniego.
Tępo zakończona pierwsza trójkątna płetwa grzbietowa ma długą wolną dalszą końcówkę. Kształtem przypomina łagodnie wygięty ku tyłowi sierp. Druga romboidalna płetwa grzbietowa jest kilkukrotnie mniejsza od pierwszej. Umiejscowiona jest tuż nad płetwą odbytową. Pomiędzy płetwami grzbietowymi nie występuje wyraźny międzygrzbietowy łuk. Płetwy piersiowe są stosunkowo duże i szerokie, z nieznacznie zagiętą dystalną krawędzią. Ulokowane są tuż za trzecią parą szczelin skrzelowych. Małe płetwy brzuszne mają trójkątny kształt. U samca z wewnętrznej, tylnej części płetw brzusznych wykształcił się narząd kopulacyjny zwany pterygopodium. Płetwa odbytowa jest nieco większa od drugiej płetwy grzbietowej, lecz mniejsza od płetw brzusznych. Posiada zaokrąglony sierpowaty wierzchołek oraz zagiętą dystalną krawędź, która zakończona jest długą wolną końcówką. Na końcu ogona mieści się duża heterocerkiczna płetwa ogonowa, stanowiąca niekiedy 1/4 długości ciała rekina. Na końcu jej górnego płata – kilkukrotnie dłuższego od dolnego – mieści się duży, szeroki trójkątny fałd skórny, poprzedzony wyraźnym wcięciem.

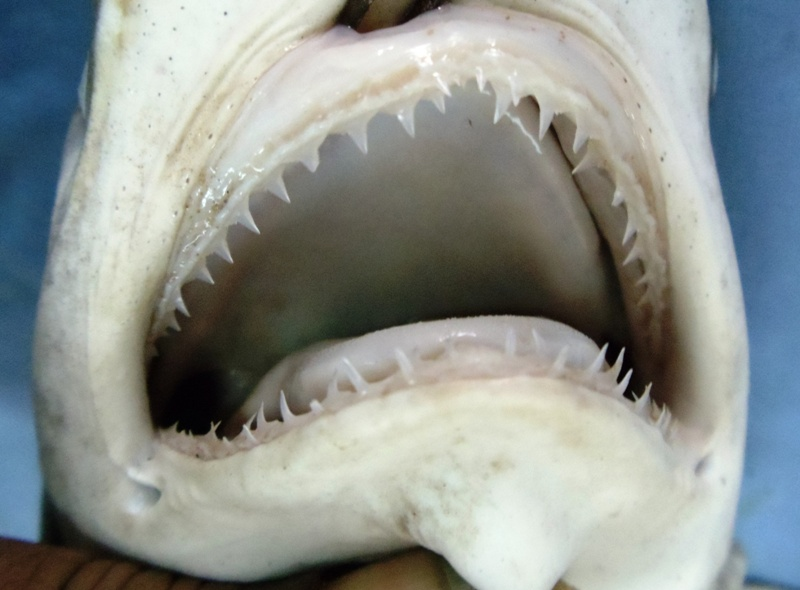
Zbliżenie na szczęki młodego osobnika C. macloti.

Skórę rekina pokrywają romboidalne połyskujące łuski plakoidalne. Grzbiet rekina przybiera różną barwę, od jasnoszarej po jasnobrązową. Spód i boki są nieco jaśniejsze, barwy białej lub srebrnej. Głowa oraz krawędzie płetwy ogonowej są ciemniejszej barwy niż reszta ciała. Dorosłe osobniki C. macloti osiągają 1-1,1 długości. Wielkość nie zależy od płci i nie jest cechą dymorfizmu płciowego.

## Występowanie
C. macloti występuje w wodach Oceanu Indyjskiego oraz południowo-zachodniego Oceanu Spokojnego. Spotykany jest od północnych wybrzeży Kenii po Mjanmę w wodach Oceanu Indyjskiego, w tym u wybrzeży Sri Lanki i Andamanów. W Pacyfiku znajdowany od wybrzeży Wietnamu po Tajwan, u wybrzeży południowej Japonii, w Indonezji oraz w wodach Nowej Gwinei i północnej Australii. Preferuje płytkie przybrzeżne wody wzdłuż górnych półek szelfów kontynentalnych, choć może schodzić nawet na głębokość 170 m. Dzięki oznakowywaniu i rejestrowaniu danych geosatelitarnych wiadomo, że C. macloti nie jest gatunkiem silnie migrującym – 30% śledzonych osobników nie przemieściło się o więcej niż 50 km. Najdłuższy dystans pokonany przez jednego osobnika wynosił 711 km.

## Ekologia i zachowanie

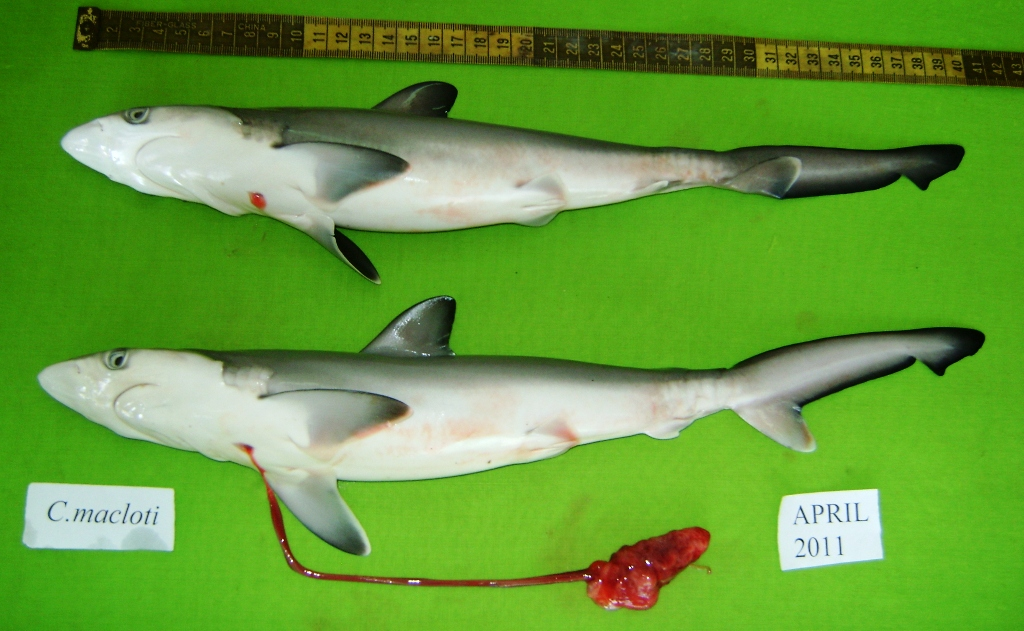
Dojrzałe embriony C. macloti.

Rekin ten tworzy duże grupy, często wraz z innymi żarłaczami jak C. sorrah czy C. tilstoni. Samce i samice zwykle przebywają w osobnych grupach. Głównym składnikiem diety C. macloti są małe ryby kostnoszkieletowe, czasami odżywiają się również głowonogami i skorupiakami. Wśród pasożytów tego gatunku wyróżnia się nicienie (Acanthocheilus rotundatus) oraz tasiemce (Otobothrium carcharidis) żyjące w górnych fragmentach jelita.
Podobnie jak inne żarłaczowate jest żyworodny. Zapłodnienie odbywa się za pomocą pterygopodium, narządu wykształconego z dystalnych fragmentów płetw brzusznych samców. Embriony w ciele matki zużywają zapasy żółtka z pęcherzyka żółtkowego. W późniejszym czasie, po wykorzystaniu zasobów przez młode, pęcherzyk żółtkowy łączy się ze ścianą macicy, tworząc tzw. łożysko żółtkowe, dzięki któremu dostarczane jest pożywienie z organizmu matki, aż do momentu porodu. Samice rodzą od 1 do 2 młodych (zwykle 2) co dwa lata. Ciąża trwa około 12 miesięcy. Młode w trakcie narodzin mierzą od 40 do 55 cm długości. Samice osiągają dojrzałość płciową po osiągnięciu 70–89 cm, a samce zdolne są do rozrodu przy długości 69–81 cm. Rekin ten może żyć nawet 15–20 lat.

## Relacje z ludźmi

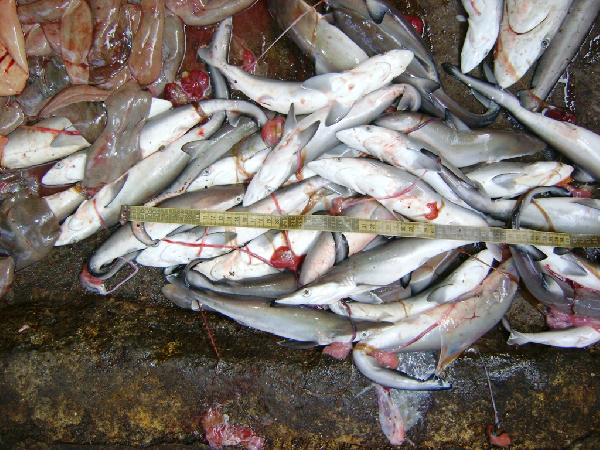
Nienarodzone młode C. macloti z wyłowionych ciężarnych samic.

Z uwagi na niewielkie rozmiary uważany za niegroźnego dla ludzi. C. macloti jest poławiany za pomocą sieci skrzelowych oraz takli powierzchniowych (linek z haczykami) przez lokalnych rybaków oraz na potrzeby przemysłu na wszystkich obszarach występowania. Wykorzystuje się zwłaszcza jego mięso, które sprzedawane jest w postaci świeżej, suszonej lub solonej oraz płetwy na potrzeby produkcji zupy z płetwy rekina. Jednakże z uwagi na rozmiary, gatunek ten nie ma większego znaczenia ekonomicznego. Czasami znajdowany jako przyłów przez trawlery krewetkowe. Biorąc pod uwagę powolne tempo reprodukcyjne oraz obecny poziom eksploatacji gatunku, które mogą sprzyjać przełowieniu, Międzynarodowa Unia Ochrony Przyrody (IUCN) uznała C. macloti za gatunek bliski zagrożenia (NT) i wpisała go do Czerwonej księgi gatunków zagrożonych. Na północy Australii gatunek ten stanowi 13,6% połowów za pomocą sieci skrzelowych oraz 4% połowów z użyciem takli. Badania sugerują, że działania te nie wpływają na liczebność australijskiej populacji, dlatego też IUCN nadała lokalny statut gatunku najmniejszej troski (LC).